# Nunnemarkatta
Nunnemarkatta (Cercopithecus mona) är en primat i släktet markattor som förekommer i västra Afrika.

## Utseende och anatomi
Pälsens färg är på ryggen rödbrun och på buken vitaktig. Ansiktet är kring ögonen och nosen glest täckt med hår och har en blåaktig färg. Hos några individer är vissa kroppsdelar mörkare. Kroppslängden ligger vanligen mellan 35 och 55 cm och därtill kommer en 70 till 90 cm lång svans. Vikten varierar mellan 2 och 4,5 kg, honor är allmänt lättare.

## Utbredning och habitat
Arten förekommer i västra Afrika i ett utbredningsområde som sträcker sig från Ghana till Kamerun. Nunnemarkatta introducerades dessutom under 1600-talet på Grenada i Västindien. Habitatet utgörs av skogar som regnskogar eller mangrove.

## Levnadssätt
Nunnemarkattor är aktiva på dagen och vistas främst i trädens mellersta och högre regioner. De bildar grupper som vanligen består av en dominant hane, några honor och deras ungar. Ibland sammansluts flera grupper till en stor flock med cirka 50 individer. Hanar som blir kvar bildar små ungkarlsgrupper med två till fyra individer. Kommunikationen sker med olika läten, ansiktsuttryck och kroppsspråk.
Ofta gör de långa hopp från gren till gren som om de "flyger".
Denna markatta är allätare men födan utgörs främst av frukter. Arten äter fler insekter än andra markattor. Blad spelar däremot en mindre roll som födokälla.
Honor parar sig vanligen vartannat år och föder normalt bara ett ungdjur efter 5 till 6 månaders dräktighet. Ungarna dias i genomsnitt ett år och efter 2 till 5 år är de könsmogna.

## Nunnemarkatta och människor
Under 1600- och 1700-talet var nunnemarkattan ett vanligt sällskapsdjur.
Den jagas i viss mån när den uppsöker jordbruksmark eller för köttets skull. Det största hotet är däremot habitatförstörelsen. Arten listas av CITES i appendix II. Nunnemarkattan förekommer i flera skyddsområden och den listas därför av IUCN som livskraftig (least concern).